# 吉斯尼耶
吉斯尼耶（法語：Guiseniers，法語發音：[ɡiznje]）是法国厄尔省的一个市镇，位于该省东北部，属于莱桑德利区。

## 地理
吉斯尼耶（49°12'55"N, 1°28'26"E）面积10.71 平方千米，位于法国诺曼底大区厄尔省，该省份为法国北部内陆省份，北起滨海塞纳省，西接奧恩省和卡爾瓦多斯省，南至厄尔-卢瓦省，东临瓦兹省、瓦兹河谷省和伊夫林省。
与吉斯尼耶接壤的市镇（或旧市镇、城区）包括：莱桑德利、阿尔康西、埃讷济、韦克桑地区梅济耶尔、埃普特河畔韦克桑。

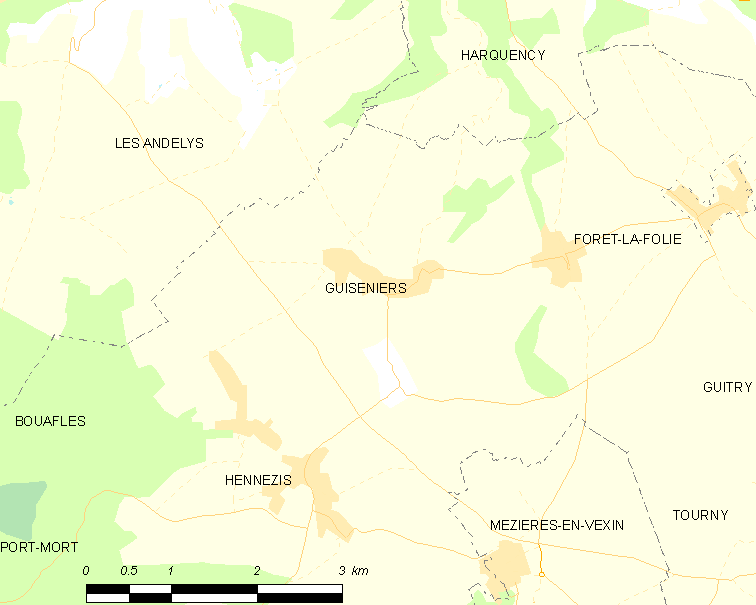
吉斯尼耶的OSM定位图

吉斯尼耶的时区为UTC+01:00、UTC+02:00（夏令时）。

## 行政
吉斯尼耶的邮政编码为27700，INSEE市镇编码为27307。

## 政治
吉斯尼耶所属的省级选区为莱桑德利县。

## 人口

1962-2008年间吉斯尼耶人口变化图示

吉斯尼耶于2022年1月1日时的人口数量为488人。